# Pleia cryptocarinata
Pleia cryptocarinata är en snäckart som beskrevs av Dell 1956. Pleia cryptocarinata ingår i släktet Pleia och familjen Fasciolariidae. Inga underarter finns listade i Catalogue of Life.